# Listă de formații deathcore
Aceasta este o listă cu formații deathcore :
| Trupă                        | Țară      | Formată |
| ---------------------------- | --------- | ------- |
| The Acacia Strain            | SUA       | 2001    |
| A Different Breed of Killer  | SUA       | 2006    |
| The Agonist                  | Canada    | 2004    |
| The Agony Scene              | SUA       | 2001    |
| All Shall Perish             | SUA       | 2002    |
| Animosity                    | SUA       | 2000    |
| Arsonists Get All the Girls  | SUA       | 2005    |
| Asesino                      | SUA       | 2002    |
| The Black Dahlia Murder      | SUA       | 2000    |
| Born of Osiris               | SUA       | 2007    |
| Bring Me the Horizon         | Anglia    | 2004    |
| Burning Skies                | Anglia    | 2002    |
| Caliban                      | Germania  | 1997    |
| Cap De Craniu                | România   | 2007    |
| Carnifex                     | SUA       | 2005    |
| Chelsea Grin                 | SUA       | 2007    |
| The Concubine                | SUA       | 2003    |
| Cryptopsy                    | Canada    | 1988    |
| Dance Club Massacre          | SUA       | 2004    |
| Dead Man in Reno             | SUA       | 2003    |
| Despised Icon                | Canada    | 2002    |
| Elysia                       | SUA       | 2003    |
| Emmure                       | SUA       | 2003    |
| Eternal Lord                 | Anglia    | 2005    |
| Frontside                    | Polonia   | 1993    |
| Glass Casket                 | SUA       | 2001    |
| God Forbid                   | SUA       | 1997    |
| Heaven Shall Burn            | Germania  | 1997    |
| Job for a Cowboy             | SUA       | 2002    |
| Killwhitneydead              | SUA       | 2001    |
| Knights of the Abyss         | SUA       | 2005    |
| Malefice                     | Anglia    | 2003    |
| Maroon                       | Germania  | 1998    |
| Mendeed                      | Anglia    | 2000    |
| Molotov Solution             | SUA       | 2004    |
| Mortal Treason               | SUA       | 2001    |
| My Bitter End                | SUA       | 2002    |
| Nights Like These            | SUA       | 2003    |
| Oceano                       | SUA       | 2006    |
| The Red Chord                | SUA       | 1999    |
| The Red Death                | SUA       | 2002    |
| The Red Shore                | Australia | 2004    |
| Salt the Wound               | SUA       | 2001    |
| See You Next Tuesday         | SUA       | 2005    |
| Shot Down Sun                | SUA       | 2001    |
| Suicide Silence              | SUA       | 2002    |
| Through the Eyes of the Dead | SUA       | 2002    |
| Veil of Maya                 | SUA       | 2004    |
| We Are the End               | SUA       | 2005    |
| Whitechapel                  | SUA       | 2006    |
| Winds of Plague              | SUA       | 2002    |